# Попелиха
Попели́ха — гора, розташована на південний захід від села Мечищів Бережанського району, Тернопільської області. Абсолютна висота 443 метри над рівнем моря.

## Основні параметри
Бережанщина входить до географічної зони Опілля — найвищої, найбільш розчленованої частини Подільського плато. В основному територія району рівнинна, лише подекуди здіймаються високі пагорби, які поступово переходять у широкі долини. Північніше Бережан, де походить вододіл річок Золота Липа і Нараївка, гребенястим пасмом виділяється Подільська гряда. Тут — найвища точка Подільського плато — гора Попелиха (сягає 443 м над рівнем моря).